# Торобеков, Бекжан Торобекович
Торобеков Бекжан Торобекович — проректор по научной работе и внешним связям, доктор технических наук, профессор Кыргызского государственного технического университета им. И. Раззакова.

## Биография
Торобеков Бекжан Торобекович — родился в 1958 году, Кыргызская Республика Токтогульский район, село Жаңы-Жол.

## Образование
- 1976 г. — окончил среднюю школу имени В.Куйбышева Токтогульского района (ныне сш. имени Мулкубата) с золотой медалью;
- 1976—1979 гг. — студент Фрунзенского политехнического института по специальности «Автомобили и автомобильное хозяйство»;
- 1979—1981 гг. — продолжение учёбы, окончил с отличием Киевский автомобильно-дорожный институт (КАДИ, ныне Национальный транспортный университет);
- 1985—1989 гг. — учёба в аспирантуре КАДИ;
- 1992 г. — защитил диссертацию КАДИ на соискание ученой степени кандидата технических наук;
- 1995 г. — присвоено ученое звание доцента;
- 2002 г. — удостоен ученого звания профессора ОшТУ;
- С 2007 г. — профессор КГТУ им. И. Раззакова;
- 2017 г. — защитил диссертацию на соискание ученой степени доктора технических наук.

#### Дополнительное образование и повышение квалификации
- 1996 г. — Б-секторальный тренинг для тренеров краткосрочных курсов обучения по проекту ТРАСЕКА, г. Алматы;
- 2006 г. — Курсы повышения квалификации в Кыргызском филиале Академии Стандартизации метрологии и сертификации Российской Федерации;
- 2009 г. — Программа ТРАСЕКА, тренинги по транспортному обучению. Стамбул, Турция;
- 2009 г. — Программа «Управление университетом и качеством образования», стажировка, Цинциннати, США;
- 2010 г. — Повышение квалификации. Аккредитации образовательных программ и разработка программ базового образования нового поколения. Москва, НИТУ «МИСиС»;
- 2017 г. — Дополнительная профессиональная программа Евразийского союза по академической мобильности и международному сотрудничеству «Инновационные технологии в образовании», г. Прага, Чешская Республика

## Трудовая деятельность
Трудовую деятельность начал в 1981 году в Фрунзенском политехническом институте (ФПИ) на Ошском вечернем факультете (ОВФ) преподавателем.
- 1981—1988 гг. — преподаватель Ошского факультета ФПИ;
- 1989—1990 гг. — преподаватель Ошского факультета ФПИ;
- 1990—1993 гг. — преподаватель, доцент Ошского факультета(филиала) ФПИ, Филиал преобразован в Ошскии высший технологический колледж;
- 1993 г. — начальник учебного отдела Ошского высшего технологического колледжа,;
- 1994 г. — начальник учебно-информационного центра Ошского технологического колледжа,;
- 1996 г. — декан факультета энергетики и транспорта Ошского технологического университета (ОшТУ);
- 2000 г. — проректор по финансам и экономике ОшТУ;
- 2002 г. — проректор по экономике и дистантному обучению ОшТУ;
- 2003 г. — первый проректор по учебной работе ОшТУ;
- 2003—2012 гг. — заведующий кафедрой «Менеджмент на транспорте» Кыргызского государственного технического университета им. И. Раззакова (КГТУ);
- 2004—2012 гг. — первый проректор по учебной работе КГТУ им. И. Раззакова;
- 2012—2016 гг. — проректор по развитию КГТУ им. И. Раззакова;
- 2016-2021 гг. — проректор по развитию и государственному языку КГТУ им. И. Раззакова;
- С 07.07.2021 гг. — проректор по научной работе и внешним связям КГТУ им. И. Раззакова.

## Общественная и научно-инновационная деятельность
- 1982—1985 гг. — зам. секретаря, секретарь комитета комсомола Ошского факультета ФПИ;
- 2003—2007 гг. — Депутат Ошского городского кенеша;
- С 2004 г. — председатель Учебно-методического объединения, руководитель секции Министерства образования и науки КР при базовом вузе;
- 2008—2011 гг. — эксперт по системе сертификации качества менеджмента ;
- 2008, 2011 г. — эксперт Министерства экономического регулирования КР;
- 2011 г. член Рабочей группы по образованию и науки в сфере транспорта при Совете по транспортной политике ЕврАзЭС;
- 2011—2013 гг. — эксперт Национальной команды по реформированию системы высшего образования в Кыргызской Республике;
- 2008,2011 гг. — Председатель экспертной комиссии по разработке Закона КР «Технический регламент Кыргызской Республики по безопасности наземных транспортных средств» и внесению изменений в Закон КР «Общий Технический регламент Кыргызской Республики по безопасности наземных транспортных средств»;
- С 2018 г. — зарубежный эксперт 2-х агентств аккредитации и рейтинга в Казахстане и 2-х агентств в КР;
- С 2019 г. — Член Общественного совета Министерства транспорта и дорог КР.
- член рабочей группы Концепции инженерного образования Кыргызской Республики на 2004—2015 гг.
- член экспертной группы Концепции развития высшего профессионального образования КР до 2017 года.
- 2007 г. — член редакционной группы Руководство организации внутренней системы гарантии качества в вузах, Фонд "Сорос — Кыргызстан " ;
- 2009 г. — член рабочей группы Концепции Национального проекта «Образование»;
- 2013—2014 гг. — Участие в экспертизе Государственных образовательных стандартов III поколения программ бакалавра и магистра;
- 2013—2016 гг. — Участие в реализации Стратегии развития образования и создании нормативной и методической базы по PhD, магистерских программ КР и аккредитации образовательных организаций и программ в КР;
- 2016 г. — Руководство и участие в разработке документаций, определении рейтинга вузов КР.
- 2006—2015 гг. Являлся исполнителем программ Всемирного банка «Составление докладов по национальной политике в области высшего образования», фонда «Сорос — Кыргызстан», TRACEKA, ТЕМПУС

Автор более 180 научных работ, в том числе 1 монографии, 4 учебных пособий, обладатель 7 авторских свидетельств, 2 патентов. Под руководством успешно защищены 3 диссертации на соискание ученой степени кандидата технических наук. Член диссертационного совета. Являлся руководителем и исполнителем 7 научных грантов Министерства образования и науки Кыргызской Республики. Результаты научных и методических исследований включены в программные документы по развитию системы высшего образования Кыргызской Республики, информационной управленческой деятельности вузов, транспортной отрасли.

## Награды
- 1996 г. — «Отличник образования КР»;
- 1999 г. — Почётная грамота Министерства образования и науки КР;
- 2006 г. — Почётная грамота Министерства транспорта и коммуникаций КР;
- 2007 г. — Грамота федерации баскетбола КР;
- 2010 г. — Почётная грамота Кыргызской Республики;
- 2014 г. — Почётная грамота Госагентства связи при Правительстве КР;
- 2014 г. — Почётная грамота Правительства КР с вручением почётного знака;
- 2015 г. — Почётный знак «Кыргыз тили» Национальной комиссии по развитию государственного языка при Президенте Кыргызской Республики
- 2018 г. — Знак Министерства транспорта и дорог КР "Почётный автотранспортник ";
- 2018 г. — Почётное звание «Заслуженный работник образования Кыргызской Республики»;
- 2020 г. — «Почётная грамота агентства по аккредитации образовательных программ и организаций».